# Епархия Раджкота
Епархия Раджкота (лат. Eparchia Rajkotensis) — епархия Сиро-малабарской католической церкви c центром в городе Раджкот, Индия. Епархия Раджкота входит в латинскую митрополию Гандинагара. 

## История
26 февраля 1977 года Римский папа Павел VI выпустил буллу De recta fidelium, которой учредил епархию Раджкота, выделив её из Ахмадабада. Тогда же она была включена в архиепархию Бомбея.
11 ноября 2002 года епархия Раджкота вошла в архиепархию Гандинагара.

## Ординарии епархии
- епископ Jonas Thaliath  (26.02.1977 – 7.11.1981);
- епископ Gregory Karotemprel (22.01.1983 – 16.07.2010);
- епископ José Chittooparambil (16.07.2010 – по настоящее время).

## Источник
- Annuario Pontificio, Ватикан, 2007
- Булла De recta fidelium, AAS 69 (1977), стр. 246  (лат.)